# 喀尔喀右翼扎萨克达尔罕亲王

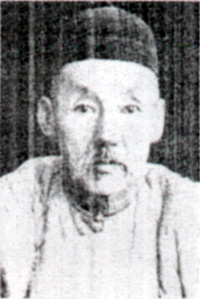
民国初年的达尔罕亲王云端旺楚克

喀尔喀右翼旗扎萨克和硕达尔罕亲王为清朝内扎萨克蒙古喀尔喀右翼旗的世袭扎萨克和硕亲王。清顺治十年（1653年），本塔尔（诺诺和曾孙、阿布和之孙，喇瑚里之子）被封为扎萨克和硕达尔罕亲王，诏世袭罔替。康熙四十七年（1708年）降为多罗贝勒衔，改称达尔罕贝勒，此後達爾罕貝勒一直延續到清末。民國初年北洋政府又於1912年晉升為扎薩克親王，直至職務被廢除。

## 扎萨克达尔罕亲王世系
| 世代     | 姓名           | 年份           | 备注                                       |
| -------- | -------------- | -------------- | ------------------------------------------ |
| 第一代   | 本塔尔         | 1653年－1669年 |                                            |
| 第二代   | 诺内           | 1669年－1707年 | 本塔尔子                                   |
| 第三代   | 詹达固密       | 1707年－1729年 | 诺内子                                     |
| 第四代   | 拉旺多尔济     | 1729年－1781年 | 詹达固密子                                 |
| 第五代   | 车布登纳木札勒 | 1781年－1799年 | 拉旺多尔济子                               |
| 第六代   | 忠济勒车璘     | 1799年－1822年 | 车布登纳木札勒子                           |
| 第七代   | 贡楚克绰克丕勒 | 1822年－1824年 | 忠济勒车璘子                               |
| 第八代   | 车旺都布济     | 1824年－1844年 | 贡楚克绰克丕勒弟                           |
| 第九代   | 索特那木多尔济 | 1844年－1863年 | 车旺都布济子                               |
| 第十代   | 贡桑           | 1863年－1880年 | 索特那木多尔济弟                           |
| 第十一代 | 车林多尔济     | 1880年－1890年 | 贡桑子                                     |
| 第十二代 | 云端旺楚克     | 1890年－1930年 | 车林多尔济嗣子                             |
| 第十三代 | 更登扎布       | 1930年－1934年 | 云端旺楚克弟                               |
| 第十四代 | 策思德巴拉吉尔 | 1935年－1947年 | 更登扎布亲族台吉策布登独子，云端旺楚克嗣子 |